# Medalha de Ouro Stanislao Cannizzaro
A Medalha de Ouro Stanislao Cannizzaro (em italiano:  Medaglia d'oro Stanislao Cannizzaro) é um prémio trienal, atribuído pela Società chimica italiana a cientistas que tenham contribuído para a expansão do conhecimento químico.

## Laureados[2]
- 1932 - Giorgio Roberti
- 1956 - Giovanni Battista Bonino
- 1962 - Alexander Todd
- 1962 - Duilio Arigoni
- 1968 - Livio Cambi
- 1975 - Raffaele Ercoli
- 1981 - Piero Pino
- 1984 - Giorgio Modena
- 1988 - Vincenzo Balzani
- 1992 - Giuseppe Casnati
- 1995 - Lamberto Malatesta
- 1996 - Lauri Niinisto
- 1998 - Gregory C. Farrington
- 2000 - Fulvio Cacace
- 2003 - Riccardo Ferro
- 2006 - Ivano Bertini
- 2009 - Giovanni Natile
- 2011 - Salvatore Coluccia
- 2014 - Dante Gatteschi
- 2017 - Gabriele Centi[1]